# Biathlon ai XXI Giochi olimpici invernali - Staffetta 4x7,5 km maschile
La staffetta 4x7,5 km maschile di biathlon ai XXI Giochi olimpici invernali si è svolta il 26 febbraio al Whistler Olympic Park presso Vancouver, in Canada.

## Risultati
| Pos. | Pett. | Nazione                                                                        | Tempo                                     | Penalità (P+S)                           | Distacco |
| ---- | ----- | ------------------------------------------------------------------------------ | ----------------------------------------- | ---------------------------------------- | -------- |
|      | 1     | Norvegia Halvard Hanevold Tarjei Bø Emil Hegle Svendsen Ole Einar Bjørndalen   | 1:21:38.1 20:15.6 20:26.8 20:31.3 20:24.4 | 0+5 0+2 0+1 0+0 0+1 0+1 0+2 0+0          | 0.0      |
|      | 2     | Austria Simon Eder Daniel Mesotitsch Dominik Landertinger Christoph Sumann     | 1:22:16.7 20:10.0 20:38.0 20:25.9 21:02.8 | 1+6 0+2 0+0 0+1 0+2 0+1 0+1 0+0 1+3 0+0  | +38.6    |
|      | 3     | Russia Ivan Čerezov Anton Šipulin Maksim Čudov Evgenij Ustjugov                | 1:22:16.9 20:07.5 21:05.0 20:23.2 20:41.2 | 0+0 0+4 0+0 0+1 0+0 0+0 0+0 0+3          | +38.8    |
| 4    | 7     | Svezia Fredrik Lindström Carl Johan Bergman Mattias Nilsson Björn Ferry        | 1:23:02.0 20:11.3 20:37.9 21:32.0 20:40.8 | 0+3 1+7 0+1 0+0 0+1 0+3 0+0 1+3 0+1 0+1  | +1:23.9  |
| 5    | 5     | Germania Simon Schempp Andreas Birnbacher Arnd Peiffer Michael Greis           | 1:23:16.0 20:10.4 21:53.7 20:56.9 20:15.0 | 0+0 2+7 0+0 0+1 0+0 2+3 0+0 0+3 0+0 0+0  | +1:37.9  |
| 6    | 4     | Francia Vincent Jay Vincent Defrasne Simon Fourcade Martin Fourcade            | 1:23:16.2 20:13.7 21:25.6 21:08.2 20:28.7 | 0+3 1+6 0+2 0+1 0+1 1+3 0+0 0+0 0+0 0+2  | +1:38.1  |
| 7    | 14    | Rep. Ceca Jaroslav Soukup Zdeněk Vítek Roman Dostál Michal Šlesingr            | 1:23:55.2 20:13.5 20:36.8 21:45.7 21:19.2 | 0+3 0+6 0+0 0+1 0+1 0+1 0+2 0+2 0+0 0+2  | +2:17.1  |
| 8    | 9     | Ucraina Oleksandr Bilanenko Andrij Deryzemlja V"jačeslav Derkač Serhij Sednjev | 1:24:25.1 20:38.7 20:44.3 21:47.3 21:14.8 | 0+1 0+3 0+0 0+1 0+1 0+1 0+0 0+0 0+0 0+1  | +2:47.0  |
| 9    | 6     | Svizzera Thomas Frei Matthias Simmen Benjamin Weger Simon Hallenbarter         | 1:24:36.8 20:47.6 21:17.1 21:26.1 21:06.0 | 0+2 0+7 0+0 0+1 0+2 0+3 0+0 0+2 0+0 0+1  | +2:58.7  |
| 10   | 18    | Canada Robin Clegg Marc-André Bédard Brendan Green Jean-Philippe Le Guellec    | 1:24:50.7 20:16.4 21:11.6 22:12.0 21:10.7 | 0+3 0+4 0+0 0+1 0+1 0+1 0+2 0+1 0+0 0+1  | +3:12.6  |
| 11   | 8     | Bielorussia Jaŭhen Abramenka Aljaksandr Syman Rustam Valiulin Sjarhej Novikaŭ  | 1:25:47.4 21:59.3 21:05.0 21:36.4 21:06.7 | 0+3 1+5 0+1 0+1 0+0 1+3 0+1 0+0          | +4:09.3  |
| 12   | 17    | Italia Christian De Lorenzi Markus Windisch Lukas Hofer Mattia Cola            | 1:26:27.5 20:16.7 21:39.6 21:44.1 22:47.1 | 0+3 1+8 0+1 0+2 0+0 1+3 0+0 0+2 0+2 0+1  | +4:49.4  |
| 13   | 10    | Stati Uniti Lowell Bailey Jay Hakkinen Tim Burke Jeremy Teela                  | 1:27:58.3 20:51.8 21:47.0 22:01.7 23:17.8 | 0+2 4+10 0+0 0+1 0+0 1+3 0+0 2+3 0+2 1+3 | +6:20.2  |
| 14   | 12    | Estonia Priit Viks Kauri Kõiv Indrek Tobreluts Roland Lessing                  | 1:28:16.5 21:07.1 22:39.6 21:54.3 22:35.5 | 3+7 0+3 0+0 0+3 1+3 0+0 0+1 0+0 2+3 0+0  | +6:38.4  |
| 15   | 19    | Slovacchia Miroslav Matiaško Marek Matiaško Dušan Šimočko Pavol Hurajt         | 1:28:54.1 21:18.3 22:09.6 23:56.3 21:29.9 | 1+4 1+8 0+0 0+1 0+0 0+2 1+3 1+3 0+1 0+2  | +7:16.0  |
| 16   | 15    | Bulgaria Michail Klečerov Vladimir Iliev Miroslav Kenanov Krasimir Anev        | 1:29:39.7 20:48.4 22:36.4 23:28.9 22:46.0 | 0+3 0+6 0+1 0+1 0+2 0+1 0+0 0+1 0+0 0+3  | +8:01.6  |
| 17   | 13    | Slovenia Peter Dokl Klemen Bauer Vasja Rupnik Janez Marič                      | 1:29:52.4 23:09.1 22:24.3 22:10.2 22:08.8 | 0+6 3+10 0+2 1+3 0+0 2+3 0+3 0+2 0+1 0+2 | +8:14.3  |
| 18   | 16    | Kazakistan Aleksandr Červjakov Jan Savickij Dias Kenešev Aleksandr Trifonov    | 1:30:31.1 21:08.9 22:23.1 24:10.2 22:48.9 | 2+6 2+7 0+1 0+3 2+3 0+1 0+1 2+3 0+1 0+0  | +8:53.0  |
| 19   | 11    | Lettonia Edgars Piksons Ilmārs Bricis Andrejs Rastorgujevs Kristaps Lībietis   | 1:35:15.5 26:11.5 21:47.2 23:31.6 23:45.2 | 5+8 2+8 3+3 2+3 0+1 0+2 2+3 0+0 0+1 0+3  | +13:37.4 |